# خسفين

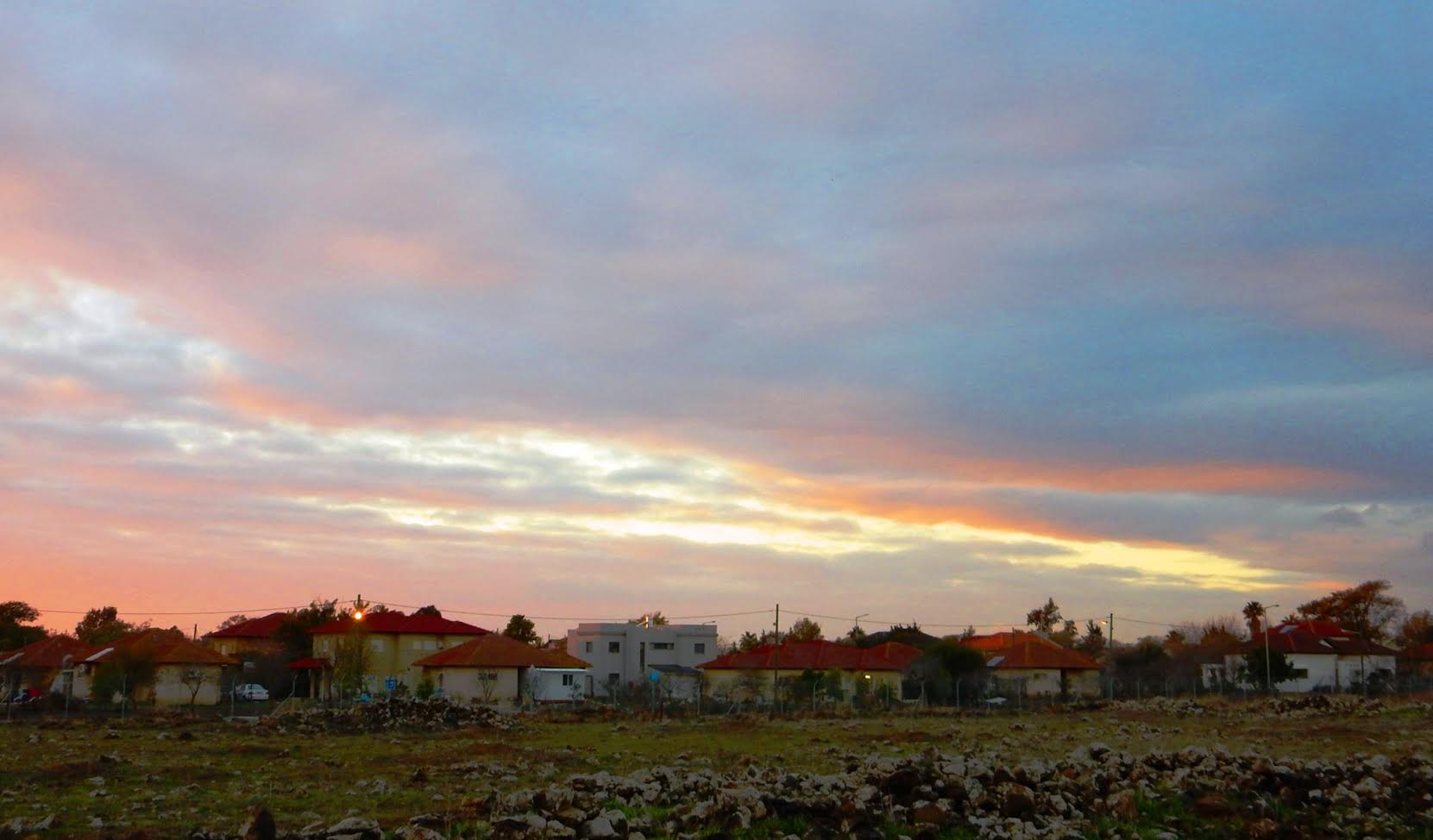
صورة للغروب في قرية خسفين، 2016

قرية خسفين قرية سورية تقع في أرض منبسطة على ارتفاع 436 م عن سطح البحر وتكمن أهميتها لموقعها الإستراتيجي بين طريق الحمة ونهر اليرموك حيث تعتبر صلة الوصل بين شمال الجولان وجنوبه وبين فلسطين العربية المحتلة وسهول حوران وتعتبر قرية خسفين من أهم القرى الرئيسية في الجولان لموقعها الجغرافي وطبيعة أرضها المنبسطة والتي تتميز به عن بقية أراضي الجولان ووجود كبرى التجمعات المائية فيها.

## سكانها
ينقسم سكان خسفين إلى قسمين:
- الفلاحين:وهم السكان الأصليون ومالكي الأرض الحقيقيون
- البدو: وهم مجموعات من البدو الرحل سكنت المراعي الموجودة حول قرية خسفين بقصد الرعي بالماشية وحتى أخذ البعض منهم يعمل لدى أهل القرية بالأجرة اليومية أو في سبيل قوته اليومي.

وهذه المجموعات معروفة بترحالها بين سهول حوران وبادية الشام والجولان والأردن ويكمن ترحالهم بحثا عن الماء والكلأ لمواشيهم حالهم حال جميع البدو الرحل. وصادف وجودهم بقرية خسفين وقوع الاحتلال الإسرائيلي وقاموا بدورهم بأخذ بطاقات نزوح من مختار القرية ليستفيدوا من المساعدات التي قد تمنح لهم حالهم حال جميع النازحين الذين أبعدوا عن ديارهم.
وهنا يكمن الخطأ بحيث يحسبوا على قرية وهم ليسوا منها قد تؤدي بالمستقبل (بعد زوال الاحتلال) إلى تقاسم البدو حصة السكان الأصليين الفلاحين في توزيع الأراضي والعقارات في حال أعيد التوزيع من جديد بغض النضر عن ملكية العائلات الخسفينية للأرض.
بلغ عدد سكانها حتى حرب حزيران عام 1967م حوالي 1.634 نسمة وهم فلاحون اعتمدوا على معيشتهم بالزراعة وتربية الماشية بأنواعها (حيث كان من أشهر أسواق الماشية آنذاك) والتجارة .
تتبع القرية إداريا إلى ناحية فيق في محافظة القنيطرة ويعود تاريخ خسفين إلى عهود قديمة تعود إلى العهد الروماني والبيزنطي وذلك بدلالة الآثار التي وجدت بها حيث يوجد جزء منها بالمتحف الوطني بدمشق.

## تسمية القرية
تاريخيا عرفت خسفين كمسقط رأس القديس مكسيموس وهو رئيس ديوان الملك هرقل ومستشاره وذلك أثناء حكم الإمبراطورية الرومانية للمشرق .

### أشهر العائلات الموجودة بخسفين
تتسم قرية خسفين بالتنوع حيث يوجد بها المسلمون والمسيحيون ويشكل المسيحيون نسبة الربع تقريبا،
- العائلات المسلمة:
- 1. عائلة المرادات
- 2. حمولة الفشتكي وتعتبر أكبر حمولة موجودة بخسفين ومنها ينبثق عائلة البنّات وعائلة الظاهر وعائلة العباسي وعائلة الكايد
- 3. عائلة الدغيم 4. عائلة الحروب 5.عائلة الدهش(الصالح)6.عائلة الرواشدة
- العائلات المسيحية: 1- الحجير 2- السمارة 3-الطعمة 4-عطية 5-أسعد 6-المطرود 7-العقيل دخل الله 8-صويلح 9-السليم 10-السعد

وفي حرب عام 1967 احتلت خسفين من قبل الاحتلال الإسرائيلي ونزح سكانها إلى دمر (دمشق) ريف دمشق حيث يوجد أكبر تجمع لسكان خسفين في منطقة دويلعة بالقرب من جرمانا أما الجزء الآخر فذهب باتجاه حوران وسكنوا مدينة ازرع ومخيم درعا ومدينة درعا وقرية أم الميادن.
وفي عام 1974 حيث بقيت خسفين بعد تحرير جزء من الجولان في حرب تشرين بقيت في القسم المحتل وأقامت إسرائيل على أرضها مستعمرة جديدة حملت نفس الاسم العربي ويسكنها حوالي 500 مستوطن منهم حوالي 62 عائلة يهودية وأخصتها الحكومة الإسرائيلية بالدعم المالي الكبير لتشجيع الاستيطان حيث أقامت منطقة صناعية كبيرة أطلق عليها اسم «زبولونيا» لتصبح مركز التشغيل للمستوطنين في المنطقة بأسرها وأقيم عليها مركز ديني كبير ليهود الجولان ويوجد فيها مدرسة ثانوية وفندق سياحي كبير بالإضافة إلى وجود أكبر مجمع مائي أقامته إسرائيل بالجولان وأطلق عليه مجمع بني إسرائيل.